# Ausmalbild

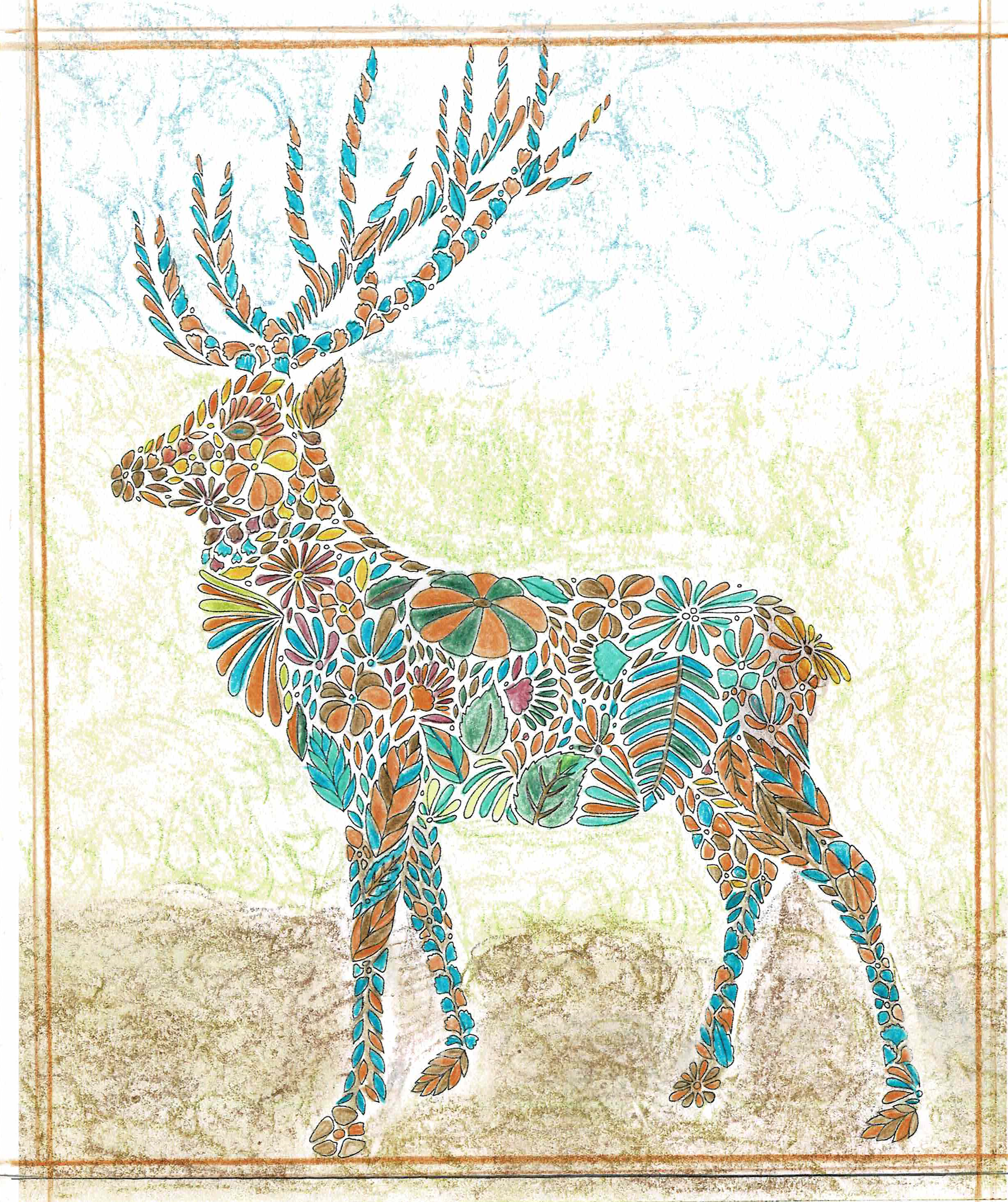
In freier Farbwahl coloriertes Ausmalbild

Ein Ausmalbild ist eine markante Strichzeichnung auf Papier – etwa im Format DIN A 4 –, die Kinder mit Bunt- oder Filzstiften ausmalen können. In einem Malbuch sind Ausmalbilder in einem Buch zusammengefasst.

## Malbuch für Erwachsene
Zunehmend entdecken immer mehr Erwachsene das Ausmalen von Bildern als eine Freizeitbeschäftigung. Es dient dem Ausgleich und der Entspannung. Besonders gefragte Motive sind Mandalas. Sie haben eine beruhigende Wirkung. Auf dem Büchermarkt erscheinen immer mehr Titel, die sich auch an Erwachsene oder gezielt nur an Erwachsene wenden.